# Arapoviće
Arapoviće (izvirno srbsko Араповиће) je naselje v Srbiji, ki upravno spada pod Občino Tutin; slednja pa je del Raškega upravnega okraja.

## Demografija
V naselju živi 49 polnoletnih prebivalcev, pri čemer je njihova povprečna starost 40,0 let (36,8 pri moških in 43,0 pri ženskah). Naselje ima 15 gospodinjstev, pri čemer je povprečno število članov na gospodinjstvo 4,07.
Po podatkih popisa iz leta 2002 večino prebivalstva predstavljajo Bošnjaki.
|  |

| Demografija | Demografija     | Demografija     |
| Leto        | Št. prebivalcev | Št. prebivalcev |
| ----------- | --------------- | --------------- |
|             |                 |                 |
|             |                 |                 |
|             |                 |                 |
|             |                 |                 |
| 1948        | 190             |                 |
| 1953        | 212             |                 |
| 1961        | 255             |                 |
| 1971        | 164             |                 |
| 1981        | 185             |                 |
| 1991        | 160             | 151             |
| 2002        | 82              | 61              |
|             |                 |                 |

| Etnična sestava po popisu iz leta 2002 | Etnična sestava po popisu iz leta 2002 | Etnična sestava po popisu iz leta 2002 | Etnična sestava po popisu iz leta 2002 | Etnična sestava po popisu iz leta 2002 |
| -------------------------------------- | -------------------------------------- | -------------------------------------- | -------------------------------------- | -------------------------------------- |
| Bošnjaki                               | Bošnjaki                               |                                        | 58                                     | 95,08%                                 |
| Neznano                                | Neznano                                |                                        | 3                                      | 4,91%                                  |